# Бхартрихари
Бхартриха́ри (около V века н. э.) — санскритский автор, который, возможно, написал два важных санскритских текста:
- «Вакьяпадия», труд по санскритской грамматике и лингвистической философии, текст, заложивший основы теории спхота в индийской грамматической традиции;
- «Шатакатрая», сборник санскритской поэзии, содержащий три части примерно по 100 строф в каждом.

В средневековой традиции индийской науки было принято, что оба текста были написаны одним и тем же человеком. Первые европейские востоковеды занимали скептическую позицию, приводя в качестве аргумента различные датировки грамматики и сборника поэзии. Некоторые учёные утверждают, основываясь на дополнительных доказательствах, что оба произведения, возможно, могли быть созданы в одно время, и в этом случае становится возможным существование одного лишь Бхартрихари, написавшего оба текста. Другие считают отождествление обоих проблематичным.
И грамматика «Вакьяпадия», и сборник поэзии оказали огромное влияние на соответствующие области индийской культуры. Грамматику, в частности, отличает подход к языку как к целому, в отличие от позиции мимансаков и остальных.
Поэтический сборник «Шатакатрая» содержит короткие стихи, собранные в три части примерно по 100 строф в каждой. Каждая часть касается различной расы, или эстетического восприятия, в целом эта поэтическая работа очень высоко ценится в как в традиции, так и в современной науке.
Бхартрихари, согласно легендам, является сыном брахмана Видьясагары и его жены-шудры Мандакини. Будучи советником царя Калинги, Видьясагара получил царство после смерти правителя; после смерти Видьясагары Бхартрихари был назначен царём своими же братьями. Он был счастлив, пока не узнал, что жена изменяет ему. Когда её тайны была открыта, она попыталась его отравить. Бхартрихари, разочаровавшись в жизни, стал жить как аскет, именно в течение последующего периода он создавал свою поэзию.

## Переводы на русский язык
- Бхартрихари. Шатакатраям / Пер. И.Д. Серебрякова. — М.: Наука, 1979. — 136 с.
- Бхартрихари. [Трактат] о речении и слове [ Глава о Брахмане ] // Исаева Н. В. Слово, творящее мир. От ранней веданты к кашмирскому шиваизму: Гаудапада, Бхартрихари, Абхинавагупта. — М.: Ладомир, 1996. — 271 с. — С.165-193. — ISBN 5-86218-222-5
- Бгортригари. Близко и далеко / Пер. с санскр. Н. Берга // Библиотека для чтения. — 1857. — Т.145. — Отд.1.